# Alparslan Türkeş
Alparslan Türkeş (25. listopadu 1917 Nikósie – 4. dubna 1997 Ankara) byl turecký krajně pravicový politik, zakladatel a předseda Nacionálně činné strany napojené na neofašistickou polovojenskou organizaci Šedí vlci. V letech 1968–1978 vedl výcvikové tábory Šedých vlků.

## Mládí
Narodil se v roce 1917 v Nikósii (tehdy Britský Kypr) v rodině kyperských Turků. Jeho rodné zůstává předmětem sporů; Nacionálně činná strana uvádí jako jeho rodné jméno Ali Arslan, zatímco jiné zdroje uvádí jméno Hüseyin Feyzullah. Jeho pradědeček z otcovy strany emigroval na Kypr z Kayseri (tehdy Osmanská říše) v 60. letech 19. století. Jeho otec Ahmet Hamdi Bey pocházel z okolí Famagusty a matka Fatma Zehra Hanım z Larnaky. Novinář Hrant Dink v jednom rozhovoru uvedl, že Türkeş se narodil v Sivasu rodičům arménského původu. Mimo jiné řekl, že se stal sirotkem, kterého později adoptoval muslimský pár z Kypru. V roce 1932, když mu bylo patnáct let, emigroval s rodinou do Istanbulu. V roce 1933 se zapsal na vojenské lyceum v Istanbulu a v roce 1936 dokončil středoškolské vzdělání. O dva roky později vstoupil do armády.

## Soukromý život
Byl dvakrát ženatý a měl sedm dětí. V roce 1940 se oženil s Muzaffer Hanım a měl s ní čtyři dcery (Ayzit, Umay, Selcen a Çağrı) a jednoho syna (Tuğrula). Jejich manželství trvalo až do manželčiny smrti v roce 1974. O dva roky později se oženil se Seval Hanım, s níž měl jednu dceru (Ayyüce) a jednoho syna (Kutalmışe).
Zemřel 4. dubna 1997 ve věku 80 let na infarkt. Oznámení o jeho úmrtí bylo odloženo o pět hodin, protože byla prováděna celostátní bezpečnostní opatření. Po oznámení úmrtí se tisíce jeho příznivců vydaly k nemocnici, kde zemřel, a skandovaly „vůdci nikdy neumírají“. Jeho pohřeb se konal v mešitě Kocatepe v Ankaře.
Jeho nejmladší syn Kutalmış je členem Strany spravedlnosti a rozvoje a v letech 2011–2015 působil jako poslanec Velkého národního shromáždění.
V roce 2015 se jeho nejstarší syn Tuğrul stal prvním kyperským Turkem na postu místopředsedy turecké vlády. V září téhož roku navštívil Severní Kypr. Kritizoval Nacionálně činnou stranu (založenou jeho otcem) a Republikánskou lidovou stranu.